# Cortes de Burgos (1301)

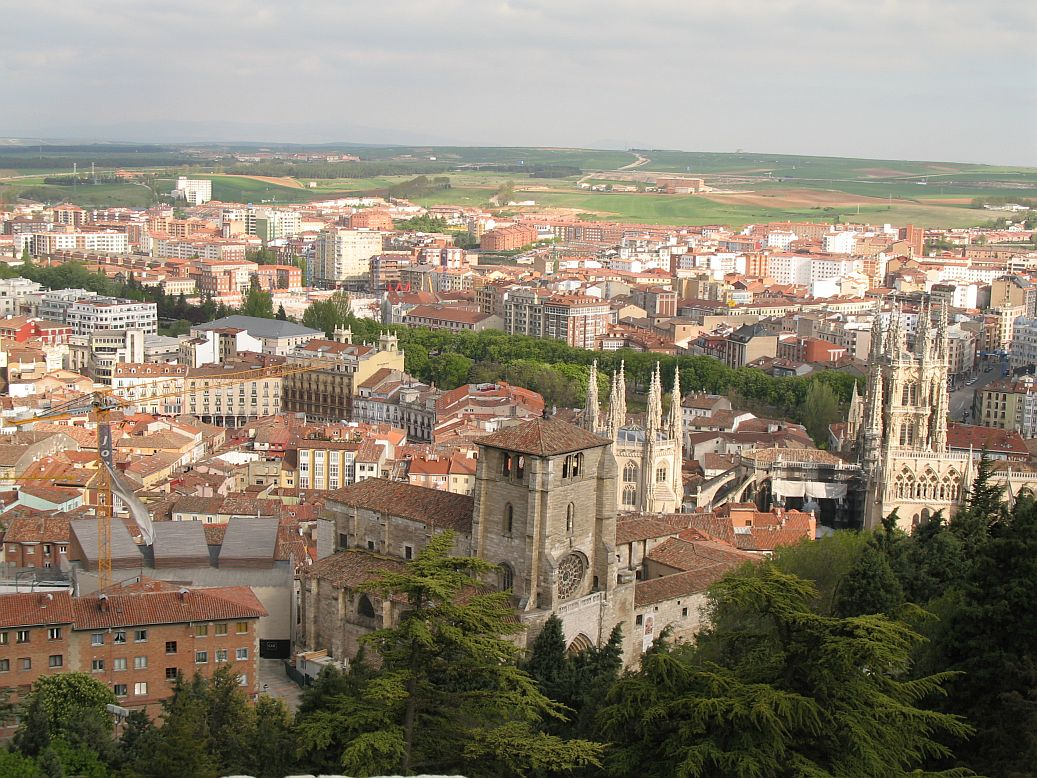
Vista de la ciudad de Burgos.

Cortes de Burgos de 1301. Cortes del reino de Castilla celebradas en la ciudad de Burgos entre los meses de abril y mayo de 1301, durante la minoría de edad de Fernando IV de Castilla.
Estas Cortes manifiestan, en opinión de diversos autores, el grado de compromiso de los concejos del reino con la acción gubernativa de la monarquía, y evidencian que la autoridad monárquica se había fortalecido ligeramente en Castilla durante la minoría de Fernando IV.

## Las Cortes de Burgos de 1301

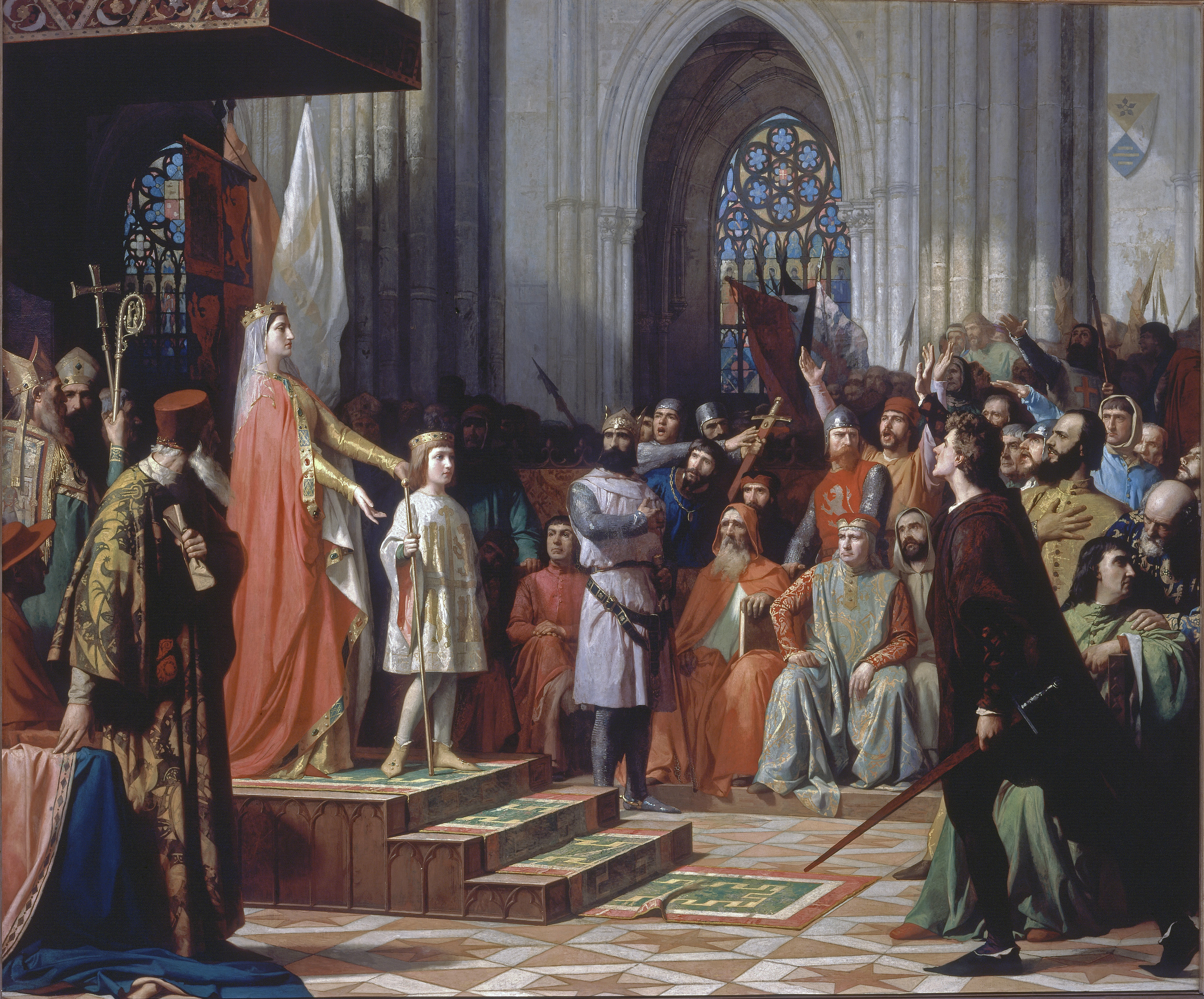
María de Molina presenta a su hijo Fernando IV en las Cortes de Valladolid de 1295. Óleo sobre lienzo de Antonio Gisbert Pérez. 1863. (Congreso de los Diputados de España).

Las Cortes de Burgos de 1301 fueron convocadas por la reina María de Molina, madre de Fernando IV, y por el infante Enrique de Castilla el Senador, hijo de Fernando III de Castilla y tutor del rey Fernando IV durante su minoría de edad, y a ellas asistieron, según consta en el ordenamiento de las Cortes, Diego López V de Haro, señor de Vizcaya, Juan Núñez II de Lara, señor de Lara, los representantes de los concejos de Castilla y de la Hermandad de las Marismas, y también los ricoshombres, infanzones y caballeros del reino, aunque no consta que acudieran los representantes del estamento eclesiástico. Y poco después fueron convocadas las Cortes de Zamora de 1301, a las que asistieron los representantes de los concejos y los nobles de los reinos de León, Galicia y Asturias.
El objetivo de la reina María de Molina al convocar Cortes por separado para los diferentes reinos fue evitar la presencia simultánea en las mismas de su cuñado, el infante Juan de Castilla el de Tarifa, de Juan Núñez II de Lara, y de Diego López V de Haro, ya que se hallaban enemistados entre sí. Y, por otra parte, Fernando IV se encontraba en guerra con el reino de Aragón, que apoyaba a su primo, Alfonso de la Cerda, quien le disputaba el trono castellano, y también con el reino nazarí de Granada, ya que un año antes, el rey Muhammad II de Granada se había apoderado del arrabal de la ciudad de Jaén y había conquistado el municipio jienense de Alcaudete, que volvería a ser reconquistado por el infante Pedro de Castilla, hermano de Fernando IV, en septiembre de 1312, poco antes de la muerte del rey.
La coyuntura económica en Castilla era muy precaria debido, entre otros factores, a la gran hambruna que asoló el reino en 1301, originada, en opinión de diversos autores, por una sucesión de malas cosechas, aunque otros afirman que, probablemente, el cronista exagera un poco al afirmar lo siguiente en la Crónica de Fernando IV:

E este año (1301) fue en toda la tierra muy grand fambre; e los omes moríense por las plazas e por las calles de fambre, e fue tan grande la mortandad en la gente, que bien cuidaran que muriera el cuarto de toda la gente de la tierra; e tan grande era la fambre, que comian los omes pan de grama, e nunca en tiempo del mundo vio ombre tan gran fambre ni tan grand mortandad.

Los representantes de los concejos concedieron cinco servicios al rey, siendo cuatro de ellos destinados a pagar las soldadas de los nobles, y el quinto a pagar las bulas de legitimación y dispensa matrimonial que precisaba Fernando IV, quien iba a contraer matrimonio poco después con Constanza de Portugal, hija del rey Dionisio I de Portugal, y poco después la reina María de Molina envió una embajada al papa Bonifacio VIII, junto con 10 000 marcos de plata, para pagar los derechos de expedición de dichas bulas. No obstante, el dinero concedido por las Cortes fue insuficiente para conseguir las bulas necesarias, y la reina María de Molina solicitó en préstamo a Guzmán el Bueno toda su plata labrada, cuyo valor ascendió a 1 500 000 maravedís, y como garantía por la devolución de dicho préstamo le entregó las villas de Marchena y Medina Sidonia.
Se conservan varias copias del ordenamiento de estas Cortes. La copia que se entregó al concejo de Belorado fue otorgada el 10 de mayo de 1301 y fue publicada en 1861 por la Real Academia de la Historia en la obra titulada Cortes de los antiguos Reinos de León y de Castilla, donde se muestran las diferencias que presenta con la copia otorgada a la ciudad de Burgos, que está fechada el mismo día y fue publicada por Antonio Benavides Fernández de Navarrete en su obra Memorias de Fernando IV de Castilla. Y también se conservan las copias que fueron remitidas a los concejos de Palencia, Miranda de Ebro y Haro.

### Disposiciones generales

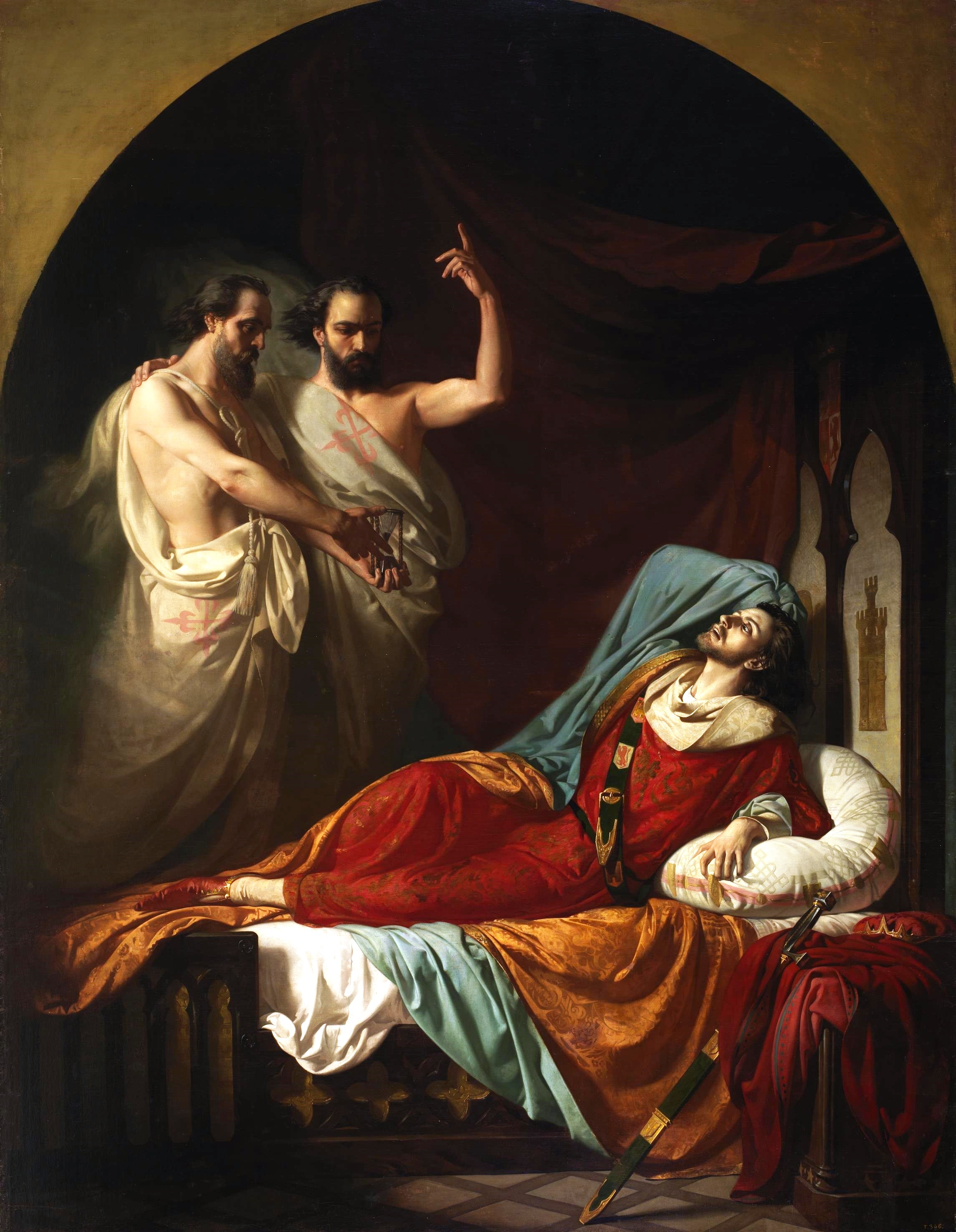
Últimos momentos de Fernando IV el Emplazado. Óleo sobre lienzo de José Casado del Alisal. 1860. (Palacio del Senado de España).

- Fernando IV confirmó, a petición de los procuradores, los privilegios, fueros, franquezas, libertades, y buenos usos y costumbres otorgados a las villas y ciudades del reino por él mismo o por Alfonso VII de León y sus predecesores en el trono.[3]
- El rey ordenó que todos aquellos que atentaran contra lo establecido en estas Cortes pagarían al rey una multa de 10 000 maravedís de la moneda nueva, y que deberían pagarles a los concejos doblados todos los daños que les hubieran ocasionado.[14] Y el rey ordenó a Juan Rodríguez de Rojas, adelantado mayor de Castilla, a los merinos de dicho lugar o a sus sucesores, y también a los concejos, alcaldes, jurados y aportellados de esos territorios que cumplieran el ordenamiento de estas Cortes y no se excusaran «los unos por los otros» de hacerlo, que no consintieran que nadie lo quebrantara en modo alguno, y que desobedecieran los documentos o cartas, incluidos los concedidos por el propio monarca, que atentaran contra él.[14] Y también les ordenó que apresaran a los culpables y los mantuvieran encerrados hasta que hubiesen pagado la sanción de 10 000 maravedís y el rey determinara qué castigo recibirían.[14]
- Se prohibió la entrada en la ciudad de Palencia, sin la autorización especial de Fernando IV,[2] a los individuos que pretendieron entregar dicha ciudad en 1298 al magnate Juan Núñez II de Lara, y el rey ordenó que en caso de que entraran, el concejo de la ciudad y los alcaldes, merinos, y el resto de los vecinos,[15] deberían ejecutarlos.[16]
- El rey dispuso que los merinos deberían ser hombres dignos de confianza y naturales de sus propias merindades, a fin de que si cometían abusos o desobedecían las órdenes del rey pudieran responder con sus personas o con sus bienes,[2] y también decretó que deberían ser hombres temerosos de Dios y de su persona, y amantes de la Justicia.[17] Y ordenó que si no reparaban los daños cometidos en su territorio y no castigaban a los culpables, estarían obligados a pagar los daños ocasionados.[17]
- Fernando IV dispuso que las heredades de realengo no podrían pasar a la jurisdicción de abadengo, ni podrían ser compradas por los hijosdalgo, clérigos, caballeros, hospitales, o comunes,[17] ya que ello ocasionaba grandes perjuicios a la hacienda real,[18] y ordenó además que los anteriormente mencionados no podrían tener dichas heredades en lo sucesivo, y que las perderían, ya que los alcaldes y los representantes de la Justicia del lugar deberían encargarse de que retornaran al realengo. Y el rey decretó también que todas las heredades del realengo que hubieran sido compradas, o adquiridas por cualquier otro medio, desde las Cortes de Haro de 1288, celebradas durante el reinado de su padre, Sancho IV, deberían pagar los correspondientes pechos.
- Al igual que en anteriores reuniones de Cortes, el rey dispuso que los clérigos pagarían impuestos, como el resto de los pecheros,[19] cuando adquiriesen propiedades situadas en tierras de realengo.[20]
- El rey ordenó que las demandas foreras presentadas por los oficiales reales contra los habitantes de las villas no deberían llevarse a la Corte, sino que deberían resolverse por el fuero correspondiente, a menos que el contrato hubiera sido suscrito en la Corte o que se tratase de asuntos que debían ser resueltos en ella.[17]
- También ordenó el rey que ni los ricoshombres, caballeros, hombres poderosos, u otros individuos deberían comprar pleitos o demandas para hacer prendas,[2] demandas u otros males a los concejos o a los habitantes de las villas y lugares del reino.[17] Y el rey decretó que dichos pleitos y demandas no tendrían validez, y que los culpables serían ejecutados y sus bienes confiscados.[17]
- Fernando IV decretó que deberían ser derribadas todas las fortalezas edificadas en los castellares viejos despoblados, las que fueron construidas durante su minoría de edad,[17] y todas aquellas en las que se hubieran cometido o se organizaran saqueos, robos o crímenes,[21] ya que desde esas fortalezas se dirigía un régimen de terror y se creaba, como señalan algunos autores, un señorío bandolero.[22] Y además el rey ordenó a los merinos de Castilla y al adelantado mayor de Castilla, Juan Rodríguez de Rojas, o al que lo reemplazara, que deberían encargarse de cumplir esta orden en su territorio, bajo pena de quedar a merced del rey.[23]
- Los procuradores solicitaron al rey, en relación con los escribanos públicos de los concejos, que las escribanías de los judíos no estuvieran separadas de las públicas, y el rey dispuso que en aquellos lugares donde los concejos podían nombrarlos, por fuero o costumbre, podrían continuar haciéndolo así, y según lo hacían en la época de Fernando III y Alfonso X, bisabuelo y abuelo, respectivamente, de Fernando IV.[15]
- El rey se comprometió a no convocar Cortes separadas para los reinos de León y Castilla,[24] aunque, a pesar de ello, en 1302 volvieron a reunirse por separado en Burgos y en Medina del Campo.

### Disposiciones relativas a la cancillería
- Fernando IV decretó que no serían reclamados los gastos de cancillería por librar las copias del ordenamiento de estas Cortes, ni por las cartas mandaderas que él concediera en relación con lo tratado en las mismas.[14]
- El rey ordenó que no deberían existir más de dos llaves para custodiar los sellos reales en la cancillería.[25]
- En relación con las llamadas cartas desaforadas, el monarca se comprometió a que en lo sucesivo la cancillería no emitiese cartas que atentasen contra los fueros y privilegios otorgados a las villas y ciudades del reino por sus predecesores en el trono,[2] y dispuso que los alcaldes o los merinos del lugar afectado deberían desobedecerlas y apoderarse de ellas, y a continuación informar al rey para que él resolviera cada caso en particular,[2] con arreglo al derecho.[26]

### Disposiciones tributarias

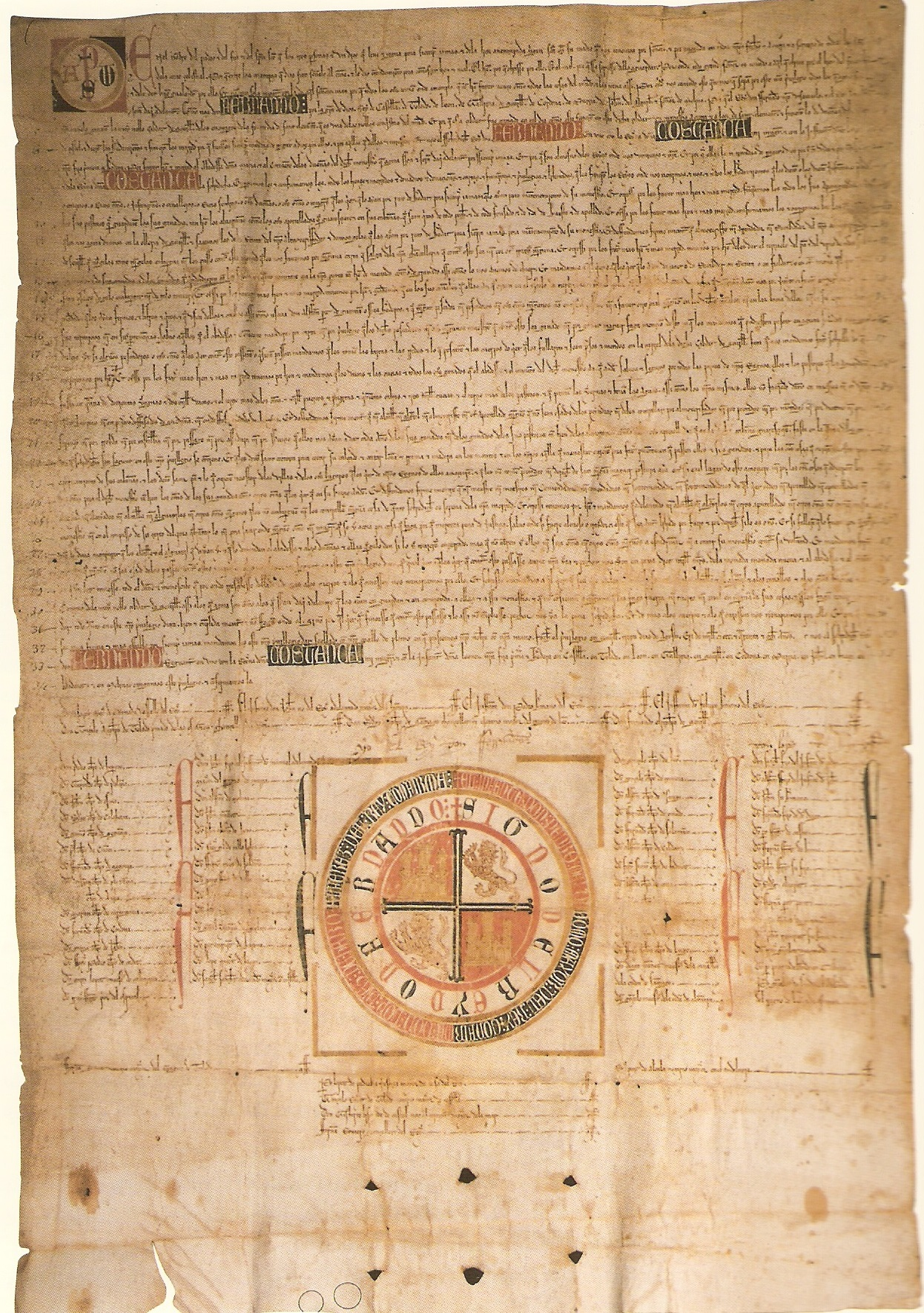
Privilegio rodado concedido por Fernando IV en 1310 al monasterio de San Clemente de Sevilla.

- Los procuradores solicitaron al rey que los recaudadores de impuestos no recaudaran el tributo de la fonsadera en aquellos lugares que, por fuero, privilegio, cartas, uso o costumbre estuvieran exentos de abonarla, y el rey, con el fin de aliviar la presión fiscal y los abusos recaudatorios que soportaban los castellanos,[27] aprobó la petición.[25]
- El rey decretó que los individuos que no pudieran pagar los impuestos no serían apresados, aunque no tuvieran bienes con los que satisfacer sus deudas, y que el pan que consumían no debería ser controlado o vigilado en las eras y en las mieses.[25]
- También ordenó el rey que las bestias de labor y los bueyes,[28] no deberían ser prendados por los recaudadores en concepto de impuestos, si descubrían que los deudores poseían otros bienes con los que poder pagarlos, o estos últimos se lo indicaban a aquellos.[25]
- Fernando IV dispuso que los habitantes de las villas y demás lugares del reino no deberían ser apresados por los recaudadores de impuestos sin haber sido oídos previamente conforme dictara el fuero correspondiente,[27] y también decretó que los concejos no deberían ser prendados por las recaudaciones llevadas a cabo por orden suya, ni tampoco por las cantidades previstas que deberían pagar al rey en concepto de impuestos.[29]
- El rey decretó que los bienes confiscados a sus enemigos que él hubiera entregado a algunas personas o a los concejos para el mantenimiento de las murallas u otros fines, no deberían serles reclamados.[26]
- Por orden del rey, los servicios concedidos a la Corona en estas Cortes no serían arrendados, y los caballeros, clérigos o judíos no podrían ser recaudadores,[30] cogedores o pesquisidores de los mismos.[15]
- En relación con la moneda forera y los otros servicios aprobados en las Cortes que deberían recaudarse en la merindad de Trasmiera, Castro Urdiales y Laredo, el rey se comprometió a nombrar personalmente hombres buenos de las dos últimas poblaciones para que recaudaran dichos tributos.[15]
- El rey confirmó que Castro Urdiales y Laredo estarían exentas de pagar los diezmos del pescado,[30] como había sido dispuesto anteriormente en algunos privilegios que él mismo habían concedido a ambas poblaciones.[15]

### Disposiciones relativas al comercio
En las Cortes de Burgos de 1301 se aprobaron una serie de medidas destinadas a favorecer el desarrollo comercial y a intentar paliar los efectos negativos producidos por la hambruna que estaba asolando el reino de Castilla, y las medidas acordadas fueron las siguientes:

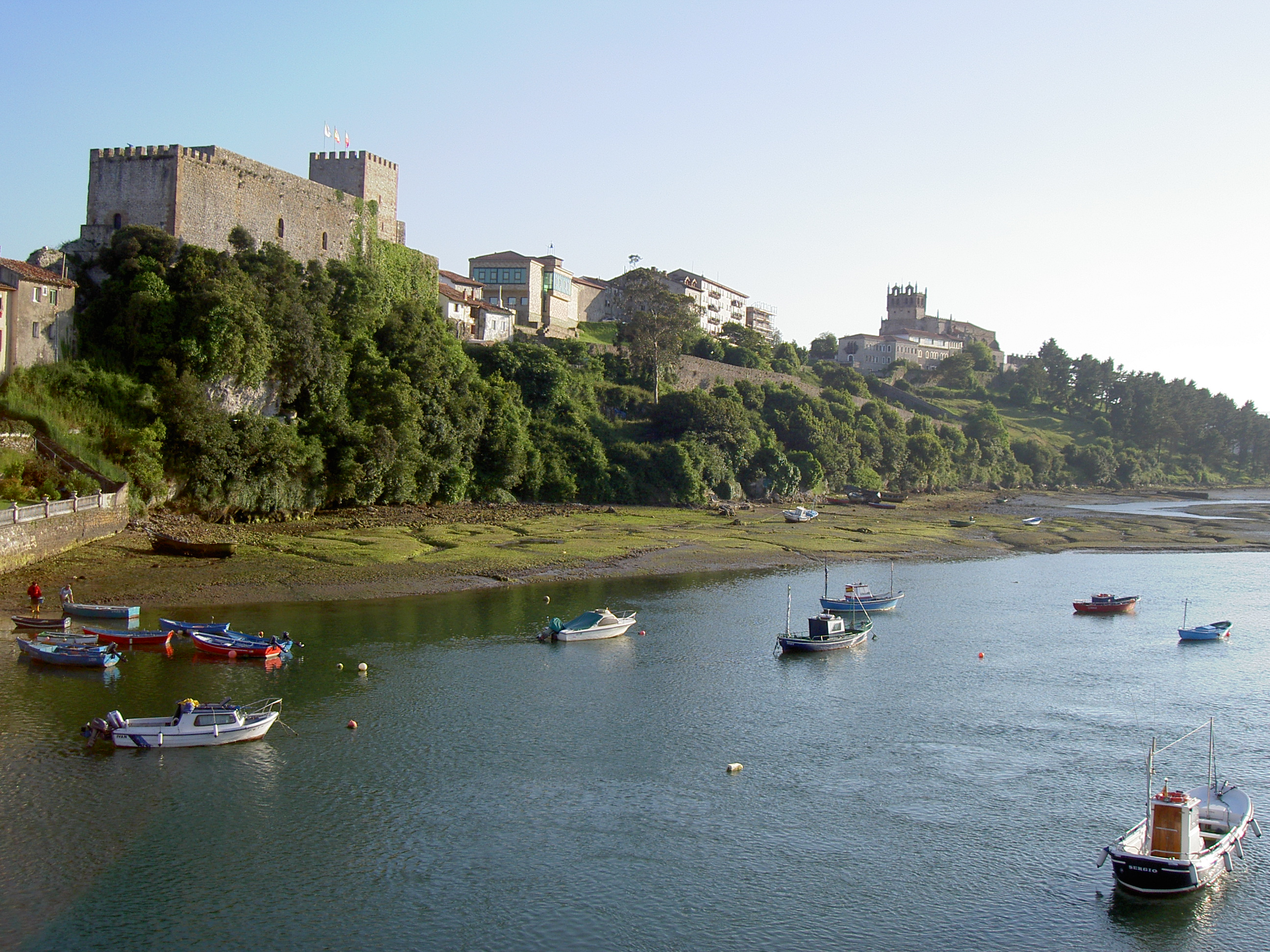
Vista del municipio de San Vicente de la Barquera. (Cantabria).

- Fernando IV ordenó a las autoridades concejiles que no pusieran obstáculos para que los alimentos salieran de los municipios en las tierras de realengo, y pudieran circular libremente por ellas,[31] y también dispuso el rey que nadie podría embargar o prendar los alimentos o las bestias de carga que los transportasen cuando circulasen por los caminos.[31]
- En relación con la exportación de las cosas vedadas, entre las que se incluían los caballos, debido a su valor económico y militar,[30] el rey ordenó que los mercaderes y los demás habitantes del reino no deberían ser embargados o escudriñados en los lugares o en los caminos por las mercancías que llevaran a los puertos,[26] aunque en estos últimos debería mantenerse una vigilancia especial para impedir que salieran del reino las cosas vedadas,[32] y por ello el rey decretó que pondría en ellos a hombres de las villas dignos de confianza que se encargarían de impedir su exportación.[26]
- El rey dispuso que los individuos que sacaran del reino, por primera vez, caballos u otras cosas vedadas, perderían lo que hubieran sacado, que la segunda vez que lo hicieran pagarían doblado el valor de las mercancías que hubieran sacado, y que la tercera vez sus personas y todos sus bienes quedarían a merced del rey, quien podría castigar a voluntad a los culpables.[26] Y además el rey ordenó que, en caso de que fuera demostrado, recibirían la pena anteriormente indicada todos aquellos que hubieran sacado dichas mercancías, aunque antes de cumplir la sentencia sus alegaciones deberían ser oídas por los alcaldes correspondientes.[26]
- También ordenó el rey que si alguna persona fuera acusada de haber sacado del reino un caballo y no pudiera probarse, quedaría en libertad, aunque en lo sucesivo, y hasta que hubieran transcurrido dos años desde la acusación, dichas personas deberían dar cuenta de cómo lo vendieron o entregaron, y el rey decretó que esos individuos no deberían ser emplazados ante la Justicia si durante esos dos años nadie les acusaba de ese delito.[26] Y además, el rey dispuso que los extranjeros que sacaran de Castilla caballos u otras cosas vedadas, serían embargados y escudriñados donde él indicara, perderían todo lo que les tomasen, y no recibirían castigos corporales a menos que se ocultaran.[26]
- Fernando IV ordenó que todas las mercancías que fueran sacadas del reino por «la puente de Sant Vicente», que corresponde al municipio cántabro de San Vicente de la Barquera,[33] serían confiscadas por la Corona y quedarían a su disposición, y que los culpables quedarían a merced del rey, quien ordenó además que los concejos, alcaldes y merinos del lugar no deberían consentir que los guardias encargados de impedir las exportaciones, u otros individuos, atentaran contra esta orden.[26]

### Disposiciones relativas a los judíos
- Los procuradores solicitaron al monarca que los judíos no tuvieran sus propios alcaldes, que sus pleitos fueran resueltos por los alcaldes de cada villa o ciudad, y que fueran nombrados y elegidos por el rey de entre los hombres buenos del lugar correspondiente.[34]
- Fernando IV dispuso que los prestamistas judíos podrían reclamar las deudas hasta seis años después de haberse producido el préstamo,[35] como el mismo monarca había ordenado en las Cortes de Valladolid de 1299.[36]
- En relación con las escribanías que fueran desempeñadas por los judíos, y en relación con las deudas que los cristianos hubieran contraído con los prestamistas judíos, el rey ratificó lo dispuesto por los reyes Fernando III y Alfonso X de Castilla.[2]
- También ordenó Fernando IV que en aquellos lugares en los que tenían costumbre, desde la época de Fernando III o Alfonso X, de que los merinos o los alcaldes del lugar fueran los encargados de hacer las entregas de las deudas de los judíos, podrían continuar haciéndolo así.[15]